# Diocesi di Caxias do Maranhão
La diocesi di Caxias do Maranhão (in latino Dioecesis Caxiensis in Maragnano) è una sede della Chiesa cattolica in Brasile suffraganea dell'arcidiocesi di São Luís do Maranhão. Nel 2021 contava 883.400 battezzati su 911.340 abitanti. È retta dal vescovo Sebastião Lima Duarte.

## Territorio
La diocesi è situata nella parte orientale dello stato brasiliano di Maranhão.
Sede vescovile è la città di Caxias, dove si trova la cattedrale di Nostra Signora dei Rimedi.
Il territorio si estende su 34.449 km² ed è suddiviso in 29 parrocchie.

## Storia
La diocesi è stata eretta il 22 luglio 1939 con la bolla Si qua dioecesis nimia di papa Pio XII, ricavandone il territorio dall'arcidiocesi di São Luís do Maranhão.
Il 20 dicembre 1954 ha ceduto una porzione del suo territorio a vantaggio dell'erezione della prelatura territoriale di Santo Antônio de Balsas (oggi diocesi di Balsas).
Il 26 maggio 1967, con la lettera apostolica Munus amplissimum, papa Paolo VI ha proclamato la Beata Maria Vergine Immacolata, venerata con il titolo di Nossa Senhora da Medalha Milagrosa, patrona principale della diocesi.
Il 22 giugno 1968 per effetto del decreto Spirituali christifidelium della Congregazione per i vescovi ha ceduto i comuni di Mirador, Nova Iorque, Paraibano, Pastos Bons e Sucupira do Norte alla prelatura territoriale di Santo Antônio de Balsas.

## Cronotassi dei vescovi
Si omettono i periodi di sede vacante non superiori ai 2 anni o non storicamente accertati.
- Luís Gonzaga da Cunha Marelim, C.M. † (19 luglio 1941 - 18 febbraio 1981 ritirato)
- Jorge Tobias de Freitas (15 marzo 1981 - 7 novembre 1986 nominato vescovo di Nazaré)
- Luigi D'Andrea, O.F.M.Conv. † (29 ottobre 1987 - 19 marzo 2010 ritirato)
- Vilson Basso, S.C.I. (19 marzo 2010 - 19 aprile 2017 nominato vescovo di Imperatriz)
- Sebastião Lima Duarte, dal 20 dicembre 2017

## Statistiche
La diocesi nel 2021 su una popolazione di 911.340 persone contava 883.400 battezzati, corrispondenti al 96,9% del totale.
| anno | popolazione | popolazione | popolazione | presbiteri | presbiteri | presbiteri | presbiteri                | diaconi | religiosi | religiosi | parrocchie |
| anno | battezzati  | totale      | %           | numero     | secolari   | regolari   | battezzati per presbitero | diaconi | uomini    | donne     | parrocchie |
| ---- | ----------- | ----------- | ----------- | ---------- | ---------- | ---------- | ------------------------- | ------- | --------- | --------- | ---------- |
| 1953 | ?           | 288.564     | ?           | 11         | 11         |            | ?                         |         |           | 7         | 12         |
| 1967 | 456.999     | 486.402     | 94,0        | 13         | 13         |            | 35.153                    |         |           | 17        | 26         |
| 1974 | ?           | 302.000     | ?           | 11         | 11         |            | ?                         |         |           | 15        | 12         |
| 1990 | 640.000     | 680.000     | 94,1        | 21         | 16         | 5          | 30.476                    |         | 5         | 28        | 18         |
| 1999 | 660.000     | 685.000     | 96,4        | 23         | 19         | 4          | 28.695                    |         | 4         | 32        | 21         |
| 2000 | 680.000     | 710.000     | 95,8        | 27         | 23         | 4          | 25.185                    |         | 4         | 33        | 21         |
| 2001 | 695.000     | 718.000     | 96,8        | 25         | 21         | 4          | 27.800                    |         | 4         | 32        | 21         |
| 2002 | 700.000     | 725.000     | 96,6        | 29         | 25         | 4          | 24.137                    |         | 5         | 43        | 21         |
| 2003 | 730.000     | 750.000     | 97,3        | 29         | 24         | 5          | 25.172                    |         | 9         | 37        | 21         |
| 2004 | 690.000     | 720.000     | 95,8        | 24         | 21         | 3          | 28.750                    |         | 7         | 36        | 21         |
| 2006 | 704.000     | 739.000     | 95,3        | 32         | 29         | 3          | 22.000                    |         | 8         | 38        | 21         |
| 2013 | 805.000     | 831.000     | 96,9        | 28         | 26         | 2          | 28.750                    | 14      | 6         | 38        | 23         |
| 2016 | 825.000     | 851.000     | 96,9        | 25         | 23         | 2          | 33.000                    | 14      | 6         | 42        | 23         |
| 2019 | 869.620     | 897.115     | 96,9        | 28         | 26         | 2          | 31.057                    | 26      | 2         | 35        | 28         |
| 2021 | 883.400     | 911.340     | 96,9        | 25         | 25         |            | 35.336                    | 26      | 14        | 35        | 29         |